# Ben Peters (componist)
Ben James Peters (Greenville (Mississippi), 20 juni 1933 - Nashville (Tennessee), 25 mei 2005) was een Amerikaans componist van countrymuziek. Hij begon op veertienjarige leeftijd met optreden. Hij studeerde aan de University of Southern Mississippi en diende als piloot bij de Amerikaanse marine, waarna hij weer liedjes ging schrijven. Hij werd opgenomen in de Nashville Songwriters Hall of Fame (1980) en de Mississippi Musicians Hall of Fame.

## Composities (selectie)
- Het door Peters geschreven "Happy Street" is vertolkt door onder anderen Charley Pride, Slim Whitman en Stevie Wonder.
- "Before the Next Teardrop Falls" (met Vivian Keith) werd voor het eerst opgenomen in 1967 door Duane Dee. Na 31 covers door allerlei artiesten werd het in 1975 een hit voor Freddy Fender.[1] Hij bereikte er de eerste plaats mee in de Amerikaanse hitlijst voor countrymuziek (genaamd Hot Country Songs) en won een Country Music Association Award.
- Met "Turn the World Around" bereikte Eddy Arnold in 1967 de eerste plaats in de countryhitlijst.
- De engel in "Kiss An Angel Good Morning" verwijst naar Peters' dochter.[1] Pride bereikte met zijn vertolking van dit liedje de eerste plaats in de countryhitlijst en de 21ste plaats in de Billboard Hot 100. Het liedje leverde Peters in 1973 een Grammy Award op voor de beste country-compositie.
- Pride bereikte ook de eerste plaats in de countryhitlijst met de door Peters geschreven liedjes "It's Gonna Take a Little Bit Longer", "More to Me" en "You're So Good When You're Bad".
- Met "Love Put a Song in My Heart" bereikte Johnny Rodriguez de eerste plaats in de countryhitlijst.
- Met "Daytime Friends" bereikte Kenny Rogers de eerste plaats in de countryhitlijst.

- Gemeinsame Normdatei: 134483197
- International Standard Name Identifier: 0000 0000 2152 8120
- Library of Congress Control Number: n78067249
- MusicBrainz: 4dd5f10d-d1c9-46e4-be95-71fb63625474
- Nationale Bibliotheek van Tsjechië: xx0216407
- Virtual International Authority File: 55407795
- WorldCat: E39PBJfX3CK7ytVGyTP8HQhWDq